# Kyla Cole

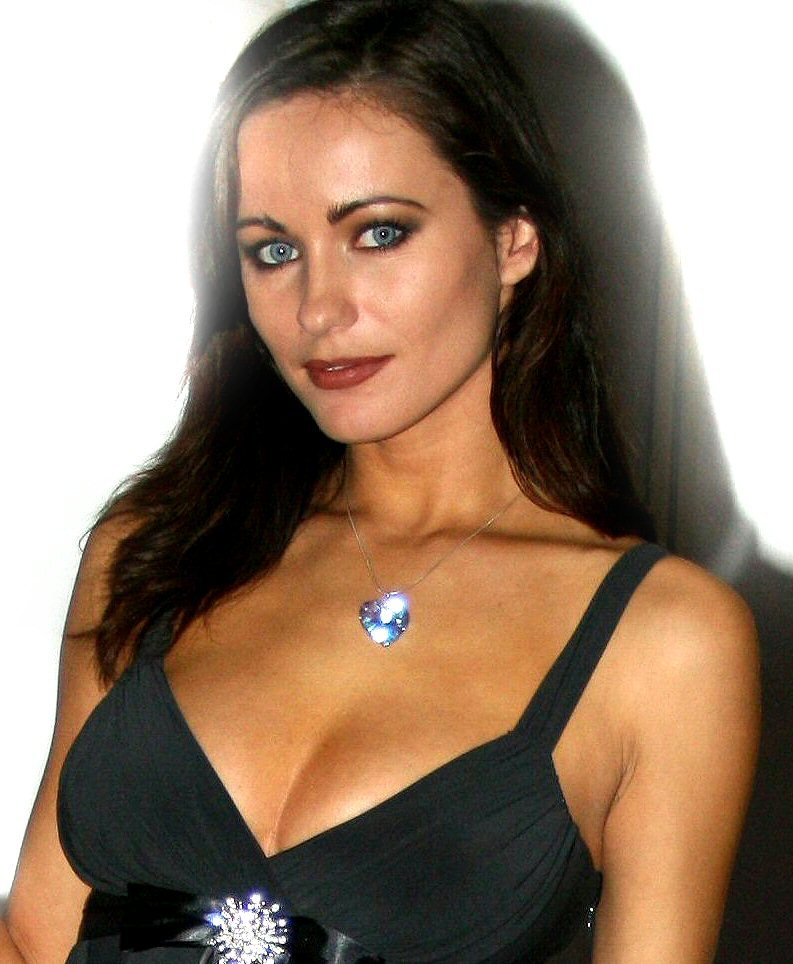
Kyla Cole

Kyla Cole (született: Martina Jacová) (Osztrópatak, Csehszlovákia, 1978. november 10. –) erotikus fotómodell
2000 márciusában  az amerikai Penthouse magazin címlaplányaként debütál. Később számos más férfimagazin címlapjám szerepel. 2001 és 2002 között  Andrew Blake erotikus (szoftpornó/softcore) filmjeiben szerepelt. A legtöbb Penthouse modellel ellentétben soha nem szerepelt hardcore (keménypornó) filmekben. 2003 augusztusa és 2004 áprilisa között műsorvezetője volt a szlovákiai Láskanie erotikus TV-show-nak. Említést érdemel még, hogy szülőhazájában, Szlovákiában létrehozott egy alapítványt az árva gyermekek megsegítésére (Helping Orphans). A hivatalos, angol nyelvű weblapján és rajongói klubján elektronikus kapcsolatot tart fenn rajongóival. Biszexualitását nyíltan vállalta, azonban 2010-ben egy interjúban bevallotta, hogy biszexualitása csupán marketingfogás volt.

## Megjelenés
- Méretek: 94-61-89
- Magasság: 170 cm
- Súly: 55 kg
- Szemszín: kék
- Haj: barna
- Lábméret:  39

## Személyes adatok
- Csillagjegy: skorpió
- Kedvenc ital: sör
- Kedvenc színész: Brad Pitt, Jean Reno
- Kedvenc film: A nagy kékség (The Big Blue)
- Kedvenc zene: dance, progressive

## Fotómodell karrier
- 1999: divatmodellként kezdi a karrierjét.
- 2000 márciusa: ő az első szlovák Penthouse Pet az Egyesült Államokban
- 2000: Az „Olympic Games” című fotósorozat az amerikai Playboy-nak.
- 2000 – 2003: Számos erotikus magazin címlapján megjelenik.
- 2002 szeptembere: A cseh Playboy címlapján szerepel.
- Miss Monticello Raceway 1999 szépségverseny (NY, Egyesült Államok)
- Miss Hawaiian Tropic of West szépségverseny Palm Beach 2000 (FL, USA)
- Miss Wet Shirt, Radio Kiss Morava szépségverseny 2001

## Filmográfia
- Penthouse – Pets in Paradise (2001)
- Andrew Blake-Blond and Brunettes (2001)
- Andrew Blake-Exhibitionists (2001)
- Andrew Blake-The Villa (2002)
- Mystique’s Hottest Women On Earth (2004)